# 榊原忠美
榊原 忠美（さかきばら ただよし）は日本の俳優、ナレーター。劇団クセックACT所属。

## 人物
愛知県名古屋市在住で、中部地区を中心に活動している。
俳優、ナレーターとして数多くの作品に携わっており、名古屋のほぼ全ての人がその声を耳にしたことがあると言われている。

## 受賞歴
- 1988年 中部CM合同研究会　タレント新人賞
- 1993年 中部CM合同研究会　タレント大賞
- 2006年 第11回松尾英治・若尾正也記念演劇賞

## 作品

### 舞台
- 「ドン・キホーテ …その狂気について」（2005年）
- 「アッシリア皇帝と建築家」（2006年）
- 「ヌマンシア」（2007年）

### テレビ番組
- SPORTS STADIUM(中京テレビ放送、ナレーション担当)

### CM
CMは殆どの場合、ナレーターもしくは声のみの出演であることが多い。
- トーエー食品（岐阜放送限定テレビCM）
- ユーストア（テレビ・ラジオCM）
- 近鉄モータース（テレビCM
- 100満ボルト（テレビCM）
- 三菱自動車（ラジオCM）
- 明倫ゼミナールテレビCM
- パチンコフジ（テレビ・ラジオCM）
- 太平洋工業
- サウナフジ（テレビ・ラジオCM）
- アペゼ（ラジオCM、野球の実況アナウンサー役）
- プロトGooラジオCM（父親役）
- キング観光（ラジオCM。※いとうあさこがメインのバージョン）
- Alpen・SPORTS DEPO（中野浩一が出演する「アルペンIGNIO電動ハイブリッド自転車」TVCM。解説役）

など多数出演

### オーディオブック
- 伊豆の踊り子（朗読）
- 奥の細道（朗読）
- 羅生門（朗読）

## 所属
- 劇団クセックACT（俳優活動）
- VoiceCreator おうむ （ナレーター活動）
- アイ文庫（東京での活動）